# Johann Christian Techelmann
Johann Christian Techelmann (* 1726 in Marienberg; † 1799 in Johanngeorgenstadt) war ein sächsischer Bergmeister und Markscheider.

## Leben
Techelmann wurde als Sohn des Rektors Christian Techelmann der lateinischen Stadtschule in Marienberg im Erzgebirge geboren. Als er noch ein Kind war, starb sein Vater. Der Nachfolger seines Vaters im Rektorat nahm sich des Sohnes seines Amtsvorgängers an und unterrichtete ihn in den Künsten und Wissenschaften an der Marienberger Schule.
1771 wurde er als Schichtmeister nach der gesuchten Demission von Adam Heinrich Müller bei der Fortuna Fundgrube in der Nähe von Deutschneudorf eingesetzt.
Techelmann war ab 1774 als Nachfolger von Johann Andreas Oetterich genannt Retz zunächst als Markscheider in Geyer und Ehrenfriedersdorf tätig. Danach war er Zehntner und Bergmeister in Altenberg, Glashütte und Berggießhübel.
Nach dem Tod des Bergmeisters Carl Traugott Schmidt im Jahre 1792 übernahm Johann Christian Techelmann 1793 die Leitung des Bergamtes Johanngeorgenstadt, zu dem damals auch Schwarzenberg/Erzgeb. und Eibenstock gehörte. Am 19. Mai 1794 leistete er den Bürgereid und war von diesem Zeitpunkt Bürger der Stadt Johanngeorgenstadt. Im Jahre 1799 schied Techelmann durch Tod aus dem Dienst.